# Przenośnik nawigacyjny
Przenośnik nawigacyjny – przyrząd nawigacyjny służący do pomiaru odległości na mapach. Przyrząd podobny jest do cyrkla, lecz posiada ostrza na obu ramionach.  
Pomiaru dokonuje się stawiając oba ostrza w punktach na mapie, a następnie przenosząc na podziałkę mapy.  Jest to najprostszy sposób pomiaru odległości na mapach Merkatora, stosowanych najpowszechniej w nawigacji. Klasyczny przenośnik nawigacyjny ma specjalny kształt, umożliwiający jego obsługę jedną ręką (zarówno zwiększanie, jak i zmniejszanie odległości pomiędzy ostrzami osiąga się ściskając przyrząd), co pozwala jego używanie także w trudnych warunkach pogodowych (przechyły). Ostrza przenośnika nawigacyjnego są dość tępe, aby nie niszczyć mapy.